# Flower of Scotland
Flower of Scotland (in gaelico scozzese Flùr na h-Alba; in scozzese Flouer o Scotland) è una composizione folk contemporaneo ritenuta, insieme a Scotland the Brave e Scots Wha Hae, uno degli inni nazionali non ufficiali di Scozia.
Il brano commemora la battaglia di Bannockburn del 1314 dove l'armata scozzese comandata da Roberto I sconfisse l'esercito inglese di Edoardo II.
Fu composta nel 1967 da Roy Williamson, componente dei Corries, gruppo folk formatosi a Edimburgo, e pochi anni dopo fu adottata dagli sportivi scozzesi.
Buckingham Palace ne permise l'uso negli eventi sportivi, nonostante sia una canzone profondamente anti-inglese, e attualmente viene suonata prima degli incontri internazionali di calcio dal 1993, sostituendo Scotland the Brave (che nel 1980 sostituì God Save the Queen, dovuto ai fischi da parte della Tartan Army) e rugby dal 1990.
Da segnalare una cover dell'inno eseguita dal gruppo Folk-Power Metal Alestorm, presente sul loro debut album Captain Morgan's Revenge